# Laura Peverara
Laura Peverara, ou Peperara, née à Mantoue en 1563 morte le 29 décembre 1600, est une chanteuse Italienne, également harpiste et danseuse, renommée pour sa virtuosité. Elle faisait partie du Concerto delle donne de Ferrare.

## Biographie
Le père de Laura, Vincenzo, était un marchand et un intellectuel qui lui donna une éducation digne de la meilleure société. Dans les années 1570, elle commence à se produire à Vérone comme chanteuse.
Elle est l'une des trois interprètes du Concerto delle donne, à la cour du duc Alphonse II d'Este de Ferrare, à partir de 1580 et jusqu'à sa dissolution en 1597.
Trois anthologies ont été rassemblées en son honneur, dont une par Torquato Tasso (Il Lauro verde) à l'occasion de son mariage avec le comte Annibale Turco. En outre, de nombreux madrigaux lui ont été consacrés par des compositeurs de l'entourage d'Alphonse II, dont Luzzasco Luzzaschi, Giovanni Gabrieli et, peut-être, Carlo Gesualdo.